# Lille Torv
Lille Torv er en plads i Indre By i Aarhus, Danmark. Den ligger mellem Store Torv og gaden Immervad i det historiske Latinerkvarter, og det er en af de ældste pladser i byen. Gaderne Vestergade, Guldsmedgade, Immervad og Badstuegade går alle ud fra Lille Torv. I dag bruges det til forskellige events og festivaler. På pladsen ligger også Det Meulengrachtske Palæ (også kaldet Det HVide Palæ) og den fredede Jydsk Handels- og Landbrugsbank fra 1900.

## Historie
Lille Torv var oprindeligt et sumpet område uden for bymurene i den middelalderlige by. Omkring år 1200 blev området drænet og i 1250 blev Lille Torv etableret som et sted, hvor gennemrejsende mødtes. Gaden Immervad blev herefter etableret til at krydse Aarhus Å. Pladsen har i dag nogenlunde de samme dimensioner, som da den oprindeligt blev etableret. Navnet "Lille Torv" fik pladsen først i 1700-tallet, idet den tidligere havde heddet Gammeltorv eller blot Torvet. Siden 1200-tallet har Lille Torv været en af de vigtigste markedspladser i byen sammen med Store Torv. Op i 1800-tallet blev der afholdt ugentlige markeder her, hvor bønder og andre handlende fra oplandet omkring byen kom for at købe og sælge ting. I 1896 lukkede byrådet St. Olufs marked, og i årene efter lukkede de resterende af byens markeder, og de blev i stedet til offentlige pladser.

## Bemærkelsesværdige bygninger
Torvets brug som markedsplads betød, at det også blev en eftertragtet adresse for købmænd at bosætte sig og drive forretning. Pladsen er derfor omgivet af adskillige købmandsboliger. Det Meulengrachtske Palæ på Lille Torv 2 blev opført af købmanden Harboe Meulengracht i 1816, og var en overgang mødested for byens overklasse og sågar kongelige. Det store hus var oprindeligt gult og kun i tre etager, med loft, mod de fire etager og mansardtag bygningen har i dag. Palæet blev ombygget og udvidet i 1840, 1860 og 1907 og fremstår i dag i den såkaldte Imperie stil. Det Hvide Palæ blev grunddigt renoveret i 2015 og 2016 og rummer nu erhvervslejemål og butik. Jydsk Handels- og Landbrugsbank er en fredet bygning tegnet af arkitekten Sophus Frederik Kühnel, hvis arkitektur er relativt unik for Aarhus. Tidligere lå Borgmestergården også her, men den blev flyttet til Tangkrogen under Landsudstillingen i Aarhus i 1909. Senere blev den flyttet til Botanisk Have, hvor den blev den førstebygning i Den Gamle By.